# Извор (Сврљиг)
Извор је насеље у Србији у општини Сврљиг у Нишавском округу. Према попису из 2022. било је 183 становника (према попису из 2002. било је 722 становника).

## Демографија
У насељу Извор живи 181 пунолетних становника, а просечна старост становништва износи 64,8 година (61,1 код мушкараца и 68,4 код жена). У насељу има 100 домаћинстава, а просечан број чланова по домаћинству је 1,83.
Ово насеље је великим делом насељено Србима (према попису из 2002. године).
|  |

| Демографија | Демографија | Демографија |
| Година      | Становника  | Становника  |
| ----------- | ----------- | ----------- |
| 1948.       | 1.930       |             |
| 1953.       | 1.996       |             |
| 1961.       | 1.908       |             |
| 1971.       | 1.497       |             |
| 1981.       | 1.259       |             |
| 1991.       | 924         | 918         |
| 2002.       | 439         | 725         |
| 2011.       | 316         |             |
| 2022.       | 183         |             |

| Етнички састав према попису из 2002.‍ | Етнички састав према попису из 2002.‍ | Етнички састав према попису из 2002.‍ | Етнички састав према попису из 2002.‍ | Етнички састав према попису из 2002.‍ |
| ------------------------------------ | ------------------------------------ | ------------------------------------ | ------------------------------------ | ------------------------------------ |
|                                      |                                      |                                      |                                      |                                      |
| Срби                                 | Срби                                 |                                      | 712                                  | 98,61%                               |
| Хрвати                               | Хрвати                               |                                      | 1                                    | 0,13%                                |
| непознато                            | непознато                            |                                      | 5                                    | 0,69%                                |

| Година пописа     | 1948. | 1953. | 1961. | 1971. | 1981. | 1991. | 2002. |
| ----------------- | ----- | ----- | ----- | ----- | ----- | ----- | ----- |
| Број домаћинстава | 303   | 322   | 357   | 364   | 354   | 319   | 301   |

| Број чланова      | 1  | 2   | 3  | 4  | 5  | 6  | 7 | 8 | 9 | 10 и више | Просек |
| ----------------- | -- | --- | -- | -- | -- | -- | - | - | - | --------- | ------ |
| Број домаћинстава | 85 | 129 | 32 | 23 | 13 | 12 | 4 | 1 | 2 | 0         | 2,40   |

| Пол    | Укупно | Неожењен/Неудата | Ожењен/Удата | Удовац/Удовица | Разведен/Разведена | Непознато |
| ------ | ------ | ---------------- | ------------ | -------------- | ------------------ | --------- |
| Мушки  | 341    | 55               | 243          | 34             | 5                  | 4         |
| Женски | 339    | 14               | 241          | 76             | 5                  | 3         |
| УКУПНО | 680    | 69               | 484          | 110            | 10                 | 7         |

| Пол    | Укупно                    | Пољопривреда, лов и шумарство | Рибарство                            | Вађење руде и камена | Прерађивачка индустрија       |
| ------ | ------------------------- | ----------------------------- | ------------------------------------ | -------------------- | ----------------------------- |
| Мушки  | 133                       | 69                            | 0                                    | 0                    | 18                            |
| Женски | 118                       | 102                           | 0                                    | 0                    | 6                             |
| УКУПНО | 251                       | 171                           | 0                                    | 0                    | 24                            |
| Пол    | Производња и снабдевање   | Грађевинарство                | Трговина                             | Хотели и ресторани   | Саобраћај, складиштење и везе |
| Мушки  | 1                         | 18                            | 9                                    | 0                    | 4                             |
| Женски | 0                         | 0                             | 6                                    | 0                    | 1                             |
| УКУПНО | 1                         | 18                            | 15                                   | 0                    | 5                             |
| Пол    | Финансијско посредовање   | Некретнине                    | Државна управа и одбрана             | Образовање           | Здравствени и социјални рад   |
| Мушки  | 1                         | 2                             | 2                                    | 3                    | 1                             |
| Женски | 0                         | 1                             | 0                                    | 1                    | 0                             |
| УКУПНО | 1                         | 3                             | 2                                    | 4                    | 1                             |
| Пол    | Остале услужне активности | Приватна домаћинства          | Екстериторијалне организације и тела | Непознато            | Непознато                     |
| Мушки  | 1                         | 0                             | 0                                    | 4                    | 4                             |
| Женски | 0                         | 0                             | 0                                    | 1                    | 1                             |
| УКУПНО | 1                         | 0                             | 0                                    | 5                    | 5                             |